# Angelo Scola
Angelo Scola (Malgrate, Lecco, 7 de noviembre de 1941) es un cardenal italiano. Tras ser patriarca de Venecia, fue nombrado arzobispo de Milán por el Papa Benedicto XVI el 28 de junio de 2011. Desde el 7 de julio de 2017 es arzobispo emérito de Milán.

## Biografía

### Primeros años
Angelo fue el pequeño de dos hermanos. Su padre era camionero, socialista convencido, y su madre, ama de casa. En su adolescencia se fue alejando del cristianismo y acercando hacia el partido comunista. Reconoce que don Giussani, fundador de Comunión y Liberación, le ayudó a redescubrir a Cristo.
Tras realizar estudios en Filosofía en la Universidad Católica del Sagrado Corazón de Milán, estudió Teología y se doctoró en la Universidad de Friburgo. Fue ordenado sacerdote el 18 de julio de 1970.
Fue profesor de Teología Moral en la Universidad de Friburgo. En 1982 pasó a formar parte de la Pontificia Universidad Lateranense para ejercer como profesor de Teología Moral y de Cristología contemporánea. Fue colaborador activo de Comunión y Liberación, director del Instituto de Estudios para la Transición de Milán, y miembro del comité ejecutivo de la edición italiana de la revista teológica Communio, una publicación fundada por Joseph Ratzinger y otros teólogos en 1972. También colaboró con la Congregación para la Doctrina de la Fe desde 1986 hasta 1991.

### Obispo, cardenal y arzobispo
Fue consagrado como obispo de Grosseto en 1991. Fue elegido entonces prefecto de la Congregación. En 1995, es nombrado rector de la Pontificia Universidad Lateranense. En 2002 fue nombrado patriarca de Venecia y en 2003 el papa Juan Pablo II lo nombró cardenal en el consistorio del 28 de septiembre de 2003.
Es miembro del Consejo post-sinodal de la XI Asamblea General Ordinaria del Sínodo de los obispos, de la Congregación para el Clero y de los Pontificios Consejos para la Familia y para los Laicos. Además es Académico correspondiente extranjero de la Real Academia de Doctores de España.
Fue designado arzobispo de Milán por el Papa Benedicto XVI el 28 de junio de 2011 y, tras la renuncia del Papa Benedicto XVI el 28 de febrero de 2013, Scola apareció como uno de los favoritos en la lista de papables para sucederlo. En los medios de comunicación se le presentaba como un cardenal con amplias posibilidad de ser electo y como un prelado con prestigio e influencia en la curia romana.
La noche del 13 de marzo de 2013 cuando de la chimenea de la capilla sixtina salió la tradicional fumata blanca Conferencia episcopal italiana emitió un comunicado congratulándose por la elección de Scola, pero cuando el cardenal protodiácono Jean-Louis Tauran anunció que el elegido había sido el cardenal argentino Jorge Mario Bergoglio retirararon el comunicado.
El 23 de mayo de 2017 fue confirmado como miembro de la Congregación para la Doctrina de la Fe usque ad octogesimum annum.

## Obras
- Scola, Angelo. Los retos del multiculturalismo. Encuentro. ISBN 978-84-7490-970-8.

- Scola, Angelo. Una nueva laicidad. Encuentro. ISBN 9788474908824.

- Scola, Angelo. Luigi Giusani. Encuentro. ISBN 84-7490-777-2.

- Scola, Angelo. Eucaristía, encuentro de libertades. Encuentro. ISBN 84-7490-518-4.

- Scola, Angelo. La experiencia humana elemental. Encuentro. ISBN 84-7490-763-2.

- Scola, Angelo. La cuestión decisiva del amor: hombre-mujer. Encuentro. ISBN 84-7490-698-9.

- Scola, Angelo. Hans Urs von Balthasar: un estilo teológico. Encuentro. ISBN 84-7490-418-8.

- Scola, Angelo. Identidad y diferencia. Encuentro. ISBN 84-7490-220-7.

- Scola, Angelo (1999). ¿Qué es la vida? La bioética a debate. Encuentro. ISBN 9788474905434.

- Scola, Angelo (2005). The Nuptial Mystery (en inglés). Wm. B. Eerdmans Publishing. ISBN 9780802828316.